# Image and Scanner Interface Specification
ISIS (Image and Scanner Interface Specification) – przemysłowy standard obsługi skanerów, wprowadzony przez Pixel Translations w 1990 (dzisiaj: EMC Corporation).